# Lijst van nummer 1-hits in de Radio 2 Top 30 in 1980
Deze hits stonden in 1980 op nummer 1 in de BRT Top 30, de voorloper van de huidige Vlaamse Radio 2 Top 30.
| Nummer | Datum        | Artiest                                       | Titel                               |
| ------ | ------------ | --------------------------------------------- | ----------------------------------- |
| 183    | 5 januari    | Urbanus                                       | Bakske vol met stro                 |
|        | 12 januari   | Urbanus                                       | Bakske vol met stro                 |
| 184    | 19 januari   | ABBA                                          | I have a dream                      |
|        | 26 januari   | ABBA                                          | I have a dream                      |
|        | 2 februari   | ABBA                                          | I have a dream                      |
| 185    | 9 februari   | Joe Bataan                                    | Rap-o clap-o                        |
|        | 16 februari  | Joe Bataan                                    | Rap-o clap-o                        |
|        | 23 februari  | Joe Bataan                                    | Rap-o clap-o                        |
| 186    | 1 maart      | Gibson Brothers                               | Que sera mi vida (If you should go) |
|        | 8 maart      | Gibson Brothers                               | Que sera mi vida (If you should go) |
| 187    | 15 maart     | Don McLean                                    | Crying                              |
|        | 22 maart     | Don McLean                                    | Crying                              |
|        | 29 maart     | Don McLean                                    | Crying                              |
| 188    | 5 april      | Garland Jeffreys                              | Matador                             |
|        | 12 april     | Garland Jeffreys                              | Matador                             |
|        | 19 april     | Garland Jeffreys                              | Matador                             |
| 189    | 26 april     | Spargo                                        | You and me                          |
|        | 3 mei        | Spargo                                        | You and me                          |
| 190    | 10 mei       | Goombay Dance Band                            | Sun of Jamaica                      |
| 191    | 17 mei       | Johnny Logan                                  | What's another year                 |
| 190    | 24 mei       | Goombay Dance Band                            | Sun of Jamaica                      |
| 191    | 31 mei       | Johnny Logan                                  | What's another year                 |
| 191    | 7 juni       | Johnny Logan                                  | What's another year                 |
| 191    | 14 juni      | Johnny Logan                                  | What's another year                 |
| 192    | 21 juni      | Lipps, Inc.                                   | Funkytown                           |
| 193    | 28 juni      | Jay & the Americans                           | Cara mia                            |
|        | 5 juli       | Jay & the Americans                           | Cara mia                            |
|        | 12 juli      | Jay & the Americans                           | Cara mia                            |
|        | 19 juli      | Jay & the Americans                           | Cara mia                            |
| 194    | 26 juli      | Olivia Newton-John & Electric Light Orchestra | Xanadu                              |
|        | 2 augustus   | Olivia Newton-John & Electric Light Orchestra | Xanadu                              |
|        | 9 augustus   | Olivia Newton-John & Electric Light Orchestra | Xanadu                              |
| 195    | 16 augustus  | ABBA                                          | The winner takes it all             |
|        | 23 augustus  | ABBA                                          | The winner takes it all             |
| 194    | 30 augustus  | Olivia Newton-John & Electric Light Orchestra | Xanadu                              |
| 195    | 6 september  | ABBA                                          | The winner takes it all             |
|        | 13 september | ABBA                                          | The winner takes it all             |
|        | 20 september | ABBA                                          | The winner takes it all             |
|        | 27 september | ABBA                                          | The winner takes it all             |
|        | 4 oktober    | ABBA                                          | The winner takes it all             |
| 196    | 11 oktober   | Cliff Richard                                 | Dreamin'                            |
| 197    | 18 oktober   | Randy Crawford                                | One day I'll fly away               |
| 198    | 25 oktober   | Telly Savalas                                 | Some broken hearts never mend       |
| 199    | 1 november   | Barbra Streisand                              | Woman in love                       |
|        | 8 november   | Barbra Streisand                              | Woman in love                       |
|        | 15 november  | Barbra Streisand                              | Woman in love                       |
|        | 22 november  | Barbra Streisand                              | Woman in love                       |
| 200    | 29 november  | ABBA                                          | Super trouper                       |
|        | 6 december   | ABBA                                          | Super trouper                       |
|        | 13 december  | ABBA                                          | Super trouper                       |
|        | 20 december  | ABBA                                          | Super trouper                       |
| 201    | 27 december  | Roland Kaiser                                 | Santa Maria                         |